# Província de Río Negro
Río Negro (en el text de la Constitució provincial: Província de Río Negro o Província del Río Negro) és una de les vint-i-tres províncies que componen la República Argentina i un dels vint-i-quatre estats autogovernats o jurisdiccions de primer ordre que conformen el país, i que al seu torn són districtes electorals legislatius nacionals. La seva capital és Viedma i la seva ciutat més poblada, San Carlos de Bariloche. Està ubicada al nord de la Patagònia, limitant al nord amb la Província de la Pampa, a l'est amb la de Província de Buenos Aires i la Mar Argentina , al sud amb Chubut i a l'oest amb la Província del Neuquén i (separada per la Serralada dels Andes) amb Xile.